# 2012-es magyar vívóbajnokság
A 2012-es magyar vívóbajnokság a százhetedik magyar bajnokság volt. A bajnokságot december 14. és 15. között rendezték meg Budapesten, a Gerevich Aladár Nemzeti Sportcsarnokban.

## Eredmények
| Versenyszám          | Arany                      | Arany | Ezüst                      | Ezüst | Bronz                                            | Bronz |
| -------------------- | -------------------------- | ----- | -------------------------- | ----- | ------------------------------------------------ | ----- |
| Férfi tőrvívás       | Szabados Kristóf Építők SC |       | Szabados Gábor Építők SC   |       | Németh Gábor Bp. HonvédSzéki Bence Építők SC     |       |
| Férfi párbajtőrvívás | Kulcsár Krisztián Vasas SC |       | Szényi Péter MTK           |       | Bányai Zsombor Vasas SCBoczkó Gábor Bp. Honvéd   |       |
| Férfi kardvívás      | Szilágyi Áron Vasas SC     |       | Gémesi Csanád Gödöllői EAC |       | Iliász Nikolász Vasas SCLontay Balázs BVSC       |       |
| Női tőrvívás         | Varga Gabriella Bp. Honvéd |       | Knapek Edina Bp. Honvéd    |       | Mohamed Aida Törekvés SEVarga Katalin Bp. Honvéd |       |
| Női párbajtőrvívás   | Révész Julianna BVSC       |       | Budai Dorina Bp. Honvéd    |       | Antal Edina Vasas SCZavoda Dóra Debreceni Honvéd |       |
| Női kardvívás        | Benkó Réka Gödöllői EAC    |       | Mikulik Júlia BVSC         |       | Gárdos Judit BSEVarga Dóra BVSC                  |       |